# Terraplane BC4
Le Terraplane BC4 est un prototype de véhicule à coussin d’air développé par la Société Bertin & Cie au début des années 1960. Ce projet avait pour objectif d’explorer les possibilités offertes par l’effet de sol et de tester des concepts techniques. Conçu en 1961 et présenté officiellement en 1962, il se distingue par sa structure reposant sur huit coussins d’air indépendants, alimentés par un turboréacteur, permettant des déplacements sur des terrains variés.
Les premiers essais, réalisés en 1962, ont mis en évidence la stabilité de l’appareil et sa facilité de pilotage, suscitant l’intérêt des autorités militaires et des industriels. Des études ont ensuite été menées pour améliorer l’économie de fonctionnement du BC4, notamment par le remplacement du système de propulsion initial. Ces recherches ont également servi de base pour le développement de modèles ultérieurs tels que les BC6, BC7 et BC8.
Un accord a été conclu avec Sud-Aviation pour envisager une fabrication industrielle, bien que le Terraplane soit resté principalement un projet expérimental, visant à explorer les applications potentielles des véhicules à effet de sol dans les domaines civil et militaire.

## Développement
À la fin des années 1950, deux ingénieurs, le Britannique Christopher Cockerell et le Français Jean Bertin, s'engagent dans des recherches visant à développer des véhicules reposant sur le principe du coussin d'air, bien que leurs approches soient distinctes.
Christopher Cockerell se concentre sur la conception de l’hovercraft, un engin capable de se déplacer aussi bien sur l’eau que sur terre en utilisant un coussin d’air pour réduire la friction. Ses efforts culminent en 1959 avec la traversée historique de la Manche par le modèle SR-N1, démontrant le potentiel pratique de cette technologie.
De son côté, Jean Bertin, en France, adopte une démarche différente. Avec son équipe, il explore le concept de la multi-jupe souple, une technologie visant à améliorer la stabilité et l’efficacité des véhicules à coussin d’air. Ces travaux  mènent à des avancées significatives, notamment la création la gamme de prototypes nommés Terraplane. C’est en 1961, après sa rencontre avec l’ingénieur en chef Massacrier, responsable du service d’études du matériel du Génie à la Direction des études et fabrications d’armement (DEFA), que Jean Bertin et son entreprise se lancent dans la conception d’un prototype, qui deviendra le Terraplane BC4.
Le Terraplane BC4, conçu et réalisé par la Société Bertin & Cie, est le premier aéroglisseur de ce type construit en France. Développé en tant qu’engin expérimental, il vise à tester les théories liées à l’effet de sol. Construit en 1961, le BC4 effectue sa première sortie le 7 janvier 1962 à Buc. Son développement nécessitant peu d'ajustements, seules quelques finitions furent apportées, permettant ainsi sa présentation aux spécialistes dès le mois de mars. Il fut ensuite présenté le jeudi 12 avril 1962 au camp de Satory, en présence de la presse et de représentants de l’industrie,.
Le Terraplane a réalisé ses premiers essais au mois de mars 1962, piloté par Jacques Lecarme. Ces tests ont mis en évidence une grande stabilité de l’appareil ainsi qu’une facilité de pilotage. L’engin a suscité l’intérêt de l’Armée, lors d'une démonstration officielle en avril 1962, en présence des autorités militaires. Par ailleurs, des perspectives d’utilisation dans le domaine civil sont également à l’étude, ouvrant la voie à des applications variées.
Pour envisager une éventuelle commercialisation du Terraplane, des études et essais ont continué  afin de rendre l’engin plus économique. Parmi les améliorations, le groupe moteur de sustentation, initialement composé d’un réacteur et de trompes, devait être remplacé. Les alternatives étudiées incluaient un moteur à piston ou une turbine à gaz entraînant des ventilateurs. L'objectif  final devait prendre en compte le coût de revient, la simplicité de conception et les usages prévus pour l’appareil. Ces améliorations furent testées au cours des années suivantes sur les modèles ultérieurs de la gamme Terraplane, notamment le BC6 et le BC8.
Un accord a été conclu avec Sud-Aviation en 1962 pour assurer la fabrication industrielle du Terraplane et de ses éventuels dérivés, ouvrant la possibilité d’une production à grande échelle des modèles suivant. Le Terraplane BC4, bien qu’il soit resté au stade de prototype, est considéré par Jean Bertin comme l’origine conceptuelle de l’aérotrain, son brevet marquant une étape clé dans le développement de cette technologie.

## Conception
Le Terraplane BC4 est un aéroglisseur conçu sous la forme d’une plateforme rectangulaire mesurant 7,50 mètres de long sur 3,50 mètres de large. Il repose sur huit coussins d’air indépendants, contrairement au système traditionnel à coussin unique. L’engin a un poids à vide de 1 500 kg et peut transporter une charge utile de 1 500 kg à la vitesse de 32 km/h, pour un poids total en charge de 3 500 kg.
Chaque coussin d’air est délimité par une jupe souple en tissu caoutchouté, d’un diamètre de 1,55 mètre et d’une hauteur de 0,55 mètre. Ces jupes sont alimentées en air par un système de huit trompes connectées à la tuyère d’un turboréacteur Turbomeca Marboré II délivrant une poussée de 400 kg. Chaque jupe est suspendue à un anneau rigide, lui-même fixé sur une rotule centrale. Ce mécanisme permet aux jupes de s’incliner jusqu’à 4° dans toutes les directions. L’air s’échappant asymétriquement d’un côté ou de l’autre de chaque jupe génère ainsi une force de propulsion par réaction. En fonctionnement, le bord inférieur des jupes se situe à seulement 3 ou 4 centimètres du sol. Cette faible hauteur, combinée à la flexibilité des jupes et à la répartition de la portance sur huit points distincts, permet au Terraplane de se déplacer sur des terrains irréguliers, même en présence de dénivellations ou de petits obstacles.
Chaque jupe fonctionne de manière indépendante, un peu à la manière de roues autonomes. Elles peuvent s’incliner simultanément dans une même direction pour assurer une translation, ou s’ajuster différemment pour permettre des virages. Un manche à balai contrôle l’inclinaison simultanée de toutes les jupes dans une même direction, vers l’avant ou l’arrière pour la marche normale, ou latéralement pour des déplacements transversaux. Parallèlement, un palonnier permet d’incliner les quatre jupes avant dans une direction et les quatre jupes arrière dans la direction opposée, ce qui permet à l’appareil de pivoter sur place.